# La Ravoire
La Ravoire – miejscowość i gmina we Francji, w regionie Owernia-Rodan-Alpy, w departamencie Sabaudia.
Według danych na rok 1990 gminę zamieszkiwało 6689 osób, a gęstość zaludnienia wynosiła 981 osób/km² (wśród 2880 gmin regionu Rodan-Alpy La Ravoire plasuje się na 124. miejscu pod względem liczby ludności, natomiast pod względem powierzchni na miejscu 1371.).